# فريتز كلاين (طبيب نفسي)
فريتز كلاين (بالإنجليزية: Fritz Klein)‏ هو طبيب نفسي أمريكي، ولد في 27 ديسمبر 1932 في فيينا في النمسا، وتوفي في 24 مايو 2006 في سان دييغو في الولايات المتحدة بسبب نوبة قلبية.